# Массанетта-Спрінгс (Вірджинія)
Массанетта-Спрінгс (англ. Massanetta Springs) — переписна місцевість (CDP) в США, в окрузі Рокінгем штату Вірджинія. Населення — 6384 особи (2020).

## Географія
Массанетта-Спрінгс розташована за координатами 38°23′47″ пн. ш. 78°49′54″ зх. д. / 38.39639° пн. ш. 78.83167° зх. д. (38.396444, -78.831634).  За даними Бюро перепису населення США в 2010 році переписна місцевість мала площу 12,48 км², з яких 12,29 км² — суходіл та 0,19 км² — водойми.

## Демографія
Згідно з переписом 2010 року, у переписній місцевості мешкали 4833 особи в 1843 домогосподарствах у складі 1336 родин. Густота населення становила 387 осіб/км².  Було 1999 помешкань (160/км²).
Расовий склад населення:
| - 92,9 % — білих - 2,9 % — азіатів - 1,7 % — чорних або афроамериканців - 0,1 % — корінних американців |

До двох чи більше рас належало 1,6 %. Частка іспаномовних становила 3,5 % від усіх жителів.
За віковим діапазоном населення розподілялося таким чином: 25,3 % — особи молодші 18 років, 51,4 % — особи у віці 18—64 років, 23,3 % — особи у віці 65 років та старші. Медіана віку мешканця становила 43,8 року. На 100 осіб жіночої статі у переписній місцевості припадало 89,5 чоловіків;  на 100 жінок у віці від 18 років та старших — 84,3 чоловіків також старших 18 років.
Середній дохід на одне домашнє господарство  становив 112 060 доларів США (медіана — 76 779), а середній дохід на одну сім'ю — 114 401 долар (медіана — 90 609). Медіана доходів становила 72 218 доларів для чоловіків та 48 309 доларів для жінок. За межею бідності перебувало 2,0 % осіб, у тому числі 0,0 % дітей у віці до 18 років та 4,9 % осіб у віці 65 років та старших.
Цивільне працевлаштоване населення становило 2273 особи. Основні галузі зайнятості: освіта, охорона здоров'я та соціальна допомога — 36,1 %, роздрібна торгівля — 14,9 %, виробництво — 8,8 %, будівництво — 8,1 %.